# When We Wuz Bangin' 1989–1999: The Hitz
Albums de Compton's Most Wanted
Represent
(2000) Music to Gang Bang
(2006)
When We Wuz Bangin' 1989–1999: The Hitz est une compilation de Compton's Most Wanted, sortie le  24 octobre 2000.
Cet album retrace dix ans de la carrière du groupe et comprend également des morceaux extraits d'albums solo de son leader MC Eiht.

## Liste des titres
| No  | Titre                                        | Album                | Durée |
| --- | -------------------------------------------- | -------------------- | ----- |
| 1.  | One Time Gaffled 'em Up                      | It's a Compton Thang | 3:56  |
| 2.  | Duck Sick                                    | It's a Compton Thang | 4:30  |
| 3.  | Late Night Hype                              | It's a Compton Thang | 4:48  |
| 4.  | Whose Is It?" (Give It Up, pt. 2)            | I'm Wit Dat (Single) | 5:23  |
| 5.  | Growin' Up in the Hood                       | Straight Checkn 'Em  | 4:12  |
| 6.  | I'm Wit Dat                                  | It's a Compton Thang | 4:53  |
| 7.  | N 2 Deep (featuring Scarface)                | Music to Driveby     | 3:51  |
| 8.  | Def Wish II (DJ Premier Remix)               | Def Wish II (Single) | 4:12  |
| 9.  | All for the Money                            | We Come Strapped     | 4:06  |
| 10. | 1990-Sick (Kill 'em All) (featuring Spice 1) | 1990-Sick            | 4:26  |
| 11. | Streiht Up Menace                            | Menace II Society    | 4:34  |
| 12. | Automatic                                    | Section 8            | 4:16  |
| 13. | Days of '89                                  | Section 8            | 4:50  |